# Safe Hands for Girls
Safe Hands For Girls – organizacja zajmująca się prawami kobiet, której celem jest wyeliminowanie okaleczania żeńskich narządów płciowych. Została założona w 2013 roku w USA przez Jaha Dukureh.

## Historia
Jaha Dukureh jako tygodniowe niemowlę została poddana okaleczeniu żeńskich narządów płciowych typu III. Jako 15-latka została wydana za mąż za starszego od siebie mężczyznę, który mieszkał w Stanach Zjednoczonych. W 2013 roku założyła organizację Safe Hands for Girls. Organizacja działa w Gambii, Sierra Leone i w USA. W krajach afrykańskich zajmuje się szkoleniem dziewcząt w szkołach na temat okaleczania i małżeństw dzieci. Działania na rzecz eliminacji okaleczania żeńskich narządów płciowych doprowadziły do zakazu tych praktyk w Gambii w 2015 roku.

## Działalność
- 2014 – organizacja złożyła petycję, która wzywała rząd USA do zbadania jaka jest skala okaleczania żeńskich narządów płciowych w tym kraju. Znalazły się pod nią podpisy 221 000 osób. W czerwcu 2014 roku przedstawiciele Safe Hands for Girls mieli możliwość spotkania z członkami Izby Reprezentantów. Wyniki badań opublikowane w styczniu 2016 roku pokazały, że w USA 503 000 kobiet i dziewcząt przeżyło lub jest zagrożonych FGM[10].
- 16–18 czerwca 2019 roku w Dakarze w Senegalu odbyła się międzynarodowa konferencja Africa4Girls Summit. Organizatorami były dwa państwa Senegal i Gambia, a do współpracy zaproszono Safe Hands For Girls oraz UN Women, UNFPA, Bank Światowy. W sumie w szczycie wzięło udział 500 osób w tym ministrowie, przywódcy ONZ i głowy 17 afrykańskich państw. Istotny był udział zastępcy Wielkiego Imama z kairskiego uniwersytetu Al-Azhar[11].